# Chelsea (London)
Chelsea ist ein Stadtteil im Westen von London. Er befindet sich zwischen dem Sloane Square und der Themse als der südlichen Grenze. Der Stadtteil gehört zum Stadtbezirk Royal Borough of Kensington and Chelsea. Der gleichnamige Fußballclub FC Chelsea ist jedoch im Stadtteil Fulham beheimatet.

## Sehenswürdigkeiten

Chelsea Old Church um 1910

Im Stadtteil befindet sich das Krankenhaus für pensionierte Soldaten Royal Hospital Chelsea. Es wurde von 1682 bis 1692 nach den Plänen von Christopher Wren gebaut. In der Nachbarschaft befindet sich das National Army Museum. Es wurde an der Stelle des im Jahr 1809 von John Soane gebauten und im Zweiten Weltkrieg zerstörten Anbaus des Krankenhauses errichtet.
Die Hauptstraße des Stadtteils King’s Road wurde im 17. Jahrhundert durch König Karl II. angelegt, um eine Verbindung zum Kew Palace zu schaffen. Bis zum Jahr 1830 befand sie sich im Privatbesitz der Krone.
Die King’s Road gehörte in den 1960er und den 1970er Jahren zu den Zentren der Subkultur der Hippies und der Punks. Malcolm McLaren und Vivienne Westwood eröffneten dort im Jahr 1972 den Laden SEX, in dem Mode im Punk-Stil verkauft wurde. Später zog die Szene in andere Stadtteile, vorwiegend Notting Hill und Camden Town.
Chelsea ist Sitz des Chelsea College of Art and Design. Seit 2008 hat die Saatchi Gallery ihren Sitz in Chelsea.

## Bekannte Bewohner
Chelsea ist der Geburtsort von:
- Johann Friedrich La Trobe (1769–1845), deutschbaltischer Komponist
- William Abbot (1790–1843), Schauspieler und Theaterleiter
- Elizabeth Gaskell (1810–1865), Schriftstellerin
- Richard Anthony Proctor (1837–1888), Astronom
- George Smith (1840–1876) Assyriologe[1]
- Archibald Peake (1859–1920), australischer Politiker
- Vivien Gribble (1888–1932), Holzschneiderin und Buchillustratorin
- Gilbert Ledward (1888–1960), Bildhauer
- John Banting (1902–1972), Maler, Grafiker und Schriftsteller des Surrealismus
- Richard Anderson (1907–1979), Generalleutnant der British Army
- Jasper More (1907–1987), Politiker
- Elizabeth Sutherland, 24. Countess of Sutherland (1921–2019), Perress und parteilose Politikerin
- David Puttnam (* 1941), Filmproduzent und Politiker
- Omid Djalili (* 1965), Filmschauspieler und Komiker iranischer Herkunft
- Eddie Redmayne (* 1982), Film- und Bühnenschauspieler
- Antoine Semenyo (* 2000), ghanaischer Fußballspieler

Chelsea galt im 19. Jahrhundert und am Anfang des 20. Jahrhunderts als eine Wohngegend der Künstler wie Thomas Carlyle, William Holman Hunt, George Meredith, Dante Gabriel Rossetti, John Singer Sargent, Algernon Swinburne, William Turner, James McNeill Whistler oder Virginia Woolf. Besonders viele Künstler wohnten an der Straße Cheyne Walk und in ihrer Umgebung, wo ein Großteil der Häuser dem 18. Jahrhundert entstammt.
Zu den bekannten Bewohnern von Chelsea gehörten ebenfalls Margaret Thatcher (an der Flood Street) und Mick Jagger mit Marianne Faithfull (am Cheyne Walk und mit Keith Richards und Brian Jones in der 102 Edith Grove). Der Politiker William Wilberforce starb im Jahr 1833 in Chelsea.
Weitere bekannte Einwohner:
- Bryan Adams (* 1959) – Sänger
- Thomas (1795–1881) und Jane Carlyle (1801–1866) – Thomas Carlyle war ein bekannter Historiker des 19. Jahrhunderts, seine Ehefrau Jane eine bekannte Briefeschreiberin.
- Petula Clark (* 1932) – Sängerin
- Isadora Duncan (1877–1927) – Tänzerin
- Ken Follett (* 1949) – Schriftsteller
- Jerry Hall (* 1956) – Fotomodell und Schauspielerin
- Bianca Jagger (* 1945) – Menschenrechtsaktivistin
- Jade Jagger (* 1971) – Model und Designerin
- Henry James (1843–1916) – Schriftsteller
- Mark Knopfler (* 1949) – Musiker
- Bob Marley (1945–1981) – Reggaesänger
- Kylie Minogue (* 1968) – Popsängerin
- William Orpen (1878–1931) – Maler
- Gwyneth Paltrow (* 1972) – Schauspielerin
- Diana Rigg (1938–2020) – Schauspielerin
- Bertrand Russell (1872–1970) – Philosoph und Mathematiker
- Bram Stoker (1847–1912) – Schriftsteller
- Jonathan Swift (1667–1745) – Schriftsteller
- Neil Tennant (* 1954) – Popsänger
- Vivienne Westwood (1941–2022) – Modedesignerin
- Oscar Wilde (1854–1900) – Schriftsteller